# Néotélévision
 (mai 2008).
Si vous disposez d'ouvrages ou d'articles de référence ou si vous connaissez des sites web de qualité traitant du thème abordé ici, merci de compléter l'article en donnant les références utiles à sa vérifiabilité et en les liant à la section « Notes et références ».
La néotélévision est une expression, souvent péjorative, visant à critiquer l'évolution de la télévision depuis les années 1980.

## Concept
La notion de « néotélévision » regroupe des aspects divers selon les contextes :
- la forte émergence des sociétés privées dans le capital des chaines de télévision ;
- la multiplication des émissions de jeu télévisé et de la promotion commerciale (ex : publicité télévisée) ;
- la production d'images conditionnée par les annonceurs publicitaires ;
- la « peopolisation » de la télévision ;
- l'apparition de la téléréalité[2] ;
- la disparition des émissions culturelles sur les chaines généralistes, ou leur relégation à des horaires tardifs à faible audience ;
- la multiplication des chaines thématiques (consacrées au sport, au cinéma, aux enfants, aux reportages, à la culture, chaines à contenu pour adultes, chaines étrangères, etc.), prenant des parts de marché sur les chaines généralistes ;
- les effets de cette télévision dont la consommation en constante augmentation a un impact négatif sur la courbe d'apprentissage des jeunes enfants[3], entraîne une diminution de l'activité physique[4] et le développement du langage[5], une dégradation des habitudes alimentaires, une altération du sommeil[6], une augmentation des troubles attentionnels et un affaissement des performances scolaires[7] et un assèchement des interactions intrafamiliales[8].

## Historique
L'Histoire des techniques de télévision fait l'objet d'un article séparé.
C'est Umberto Eco qui semble avoir inventé cette expression, en considérant que la tendance de la télévision serait devenue autoréflexive, c’est-à-dire consisterait à parler d'elle-même, et à créer l'image et l'information par elle-même, au contraire de la « paléotélévision », dont le rôle était selon lui de rendre compte du monde extérieur de façon didactique. Cette télévision vise également à nouer un contact entre l'individu-téléspectateur et elle-même, ce qu'il considère comme se faisant au détriment des relations entre individus.
En fait l'évolution technologique permet d'offrir aux utilisateurs un choix de plus en plus grand en fonction de ses centres d'intérêt. Ce choix est en voie de se mondialiser.

## Citation
« La vérité qui compte (dans la néotélévision) n'est plus celle de l'énoncé, mais celle de l'énonciation », Umberto Eco, in La Guerre du faux.